# Paralimnophila remingtoni
Paralimnophila remingtoni là một loài ruồi trong họ Limoniidae. Chúng phân bố ở miền Australasia.